# تيدور (إندونيسيا)
تيدور هي مدينة في إندونيسيا، تقع في مالوكو الشمالية، بلغ عدد سكانها 103,171 نسمة، تبلغ مساحتها 1,550.37 كيلومتر مربع.

## الموقع
تشترك في الحدود مع:
- West Halmahera Regency [الإنجليزية]‏
- Central Halmahera Regency [الإنجليزية]‏
- East Halmahera Regency [الإنجليزية]‏
- هالماهيرا سيلاتان [الإنجليزية]‏.